# Dominique Andrey

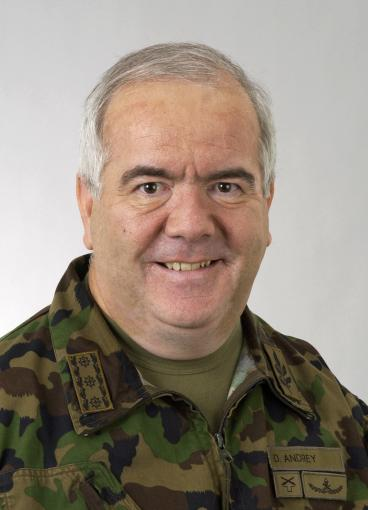
Dominique Andrey, 2007

Dominique Andrey (* 1. August 1955 in Freiburg im Üechtland, heimatberechtigt in Plasselb) ist ein ehemaliger Schweizer Berufsoffizier (Korpskommandant).

## Biografie
Andrey studierte an der École polytechnique fédérale de Lausanne technische Wissenschaften. Er ist diplomierter Bauingenieur und Doktor ès sciences techniques.
1987 trat er in das Instruktionskorps der Festungstruppen ein, wo er als Einheitsinstruktor eingesetzt war. Es folgte 1996 die Verwendung als Kommandant der Festungsartillerie-Rekrutenschulen in Sion, der Besuch des Pariser Collège interarmée de défense, der Einsatz in der Gruppe Planung des Generalstabs des Planungsteams der Armee XXI, ab 2000 als Kommandant der Festungsoffiziersschule in Saint-Maurice, als Referent Heer beim Chef der Armee im Eidgenössischen Departement für Verteidigung, Bevölkerungsschutz und Sport (VBS) und von 2004 bis 2005 als Chef des Heeresstabes.
Im Januar 2006 erfolgte die Beförderung zum Brigadier und die Verwendung als Chef des Personellen der Armee (J1) im Führungsstab der Armee. Aufgrund des Rücktritts von Luc Fellay als Kommandant Heer Ende 2007 wurde vom Bundesrat Andrey als dessen Nachfolger bestimmt. Vom 1. Januar 2008 bis zum 31. Dezember 2016 war er Kommandant der Teilstreitkraft Heer der Schweizer Armee. Danach wurde er zum militärischen Berater von Bundesrat Guy Parmelin.
Im Juli 2018 pensioniert, wurde er zum Präsidenten der Schweizerischen Vereinigung für Militärgeschichte und Militärwissenschaft und Associate Fellows am Genfer Zentrum für Sicherheitspolitik.
Andrey ist verheiratet und Vater zweier Kinder.